# اشتفان کرافت
اشتفان کرافت (انگلیسی: Stefan Kraft؛ زادهٔ ۱۳ مهٔ ۱۹۹۳) یک اسکی‌باز پرش اهل اتریش است.